# Steinberg-Dürrenfeld
Steinberg-Dürrenfeld ist ein Naturschutzgebiet auf dem Gebiet der baden-württembergischen Gemeinde Hohenstein auf der Schwäbischen Alb im Landkreis Reutlingen.

## Kenndaten
Das Gebiet wurde mit Verordnung des Regierungspräsidiums Tübingen vom 10. Mai 1996 als Naturschutzgebiet ausgewiesen und hat eine Größe von 92,2 Hektar. Es wird unter der Schutzgebietsnummer 4.267 geführt. Der CDDA-Code für das Naturschutzgebiet lautet 165682 und entspricht der WDPA-ID. 

## Lage
Das Naturschutzgebiet ist ein für die Kuppige Flächenalb charakteristisches Biotopmosaik mit Wacholderheiden, Wald-, Wiesen- und Ackerflächen sowie Hecken und Feldgehölzen etwa 1500 Meter südwestlich der Ortschaft Oberstetten der Gemeinde Hohenstein und erstreckt sich über ca. 2,5 km Länge in nordwestlicher Richtung. Das kleine, nur 8 Hektar große Landschaftsschutzgebiet Sommerschafweide auf Burgstall und Milchberg wird von dem Gebiet Steinberg-Dürrenfeld fast vollständig umschlossen. Direkt angrenzend liegen im Norden das NSG Halmberg und im Nordosten das NSG Warmberg. Das NSG Steinberg-Dürrenfeld liegt im Naturraum 094-Mittlere Kuppenalb innerhalb der naturräumlichen Haupteinheit 09-Schwäbische Alb und ist gleichzeitig Teil des 698 Hektar großen FFH-Gebiets Nr. 7621-341 Gebiete um Trochtelfingen.

## Schutzzweck
Schutzzweck ist laut Schutzgebietsverordnung
- die Erhaltung, Pflege und Verbesserung eines für die Mittlere Kuppenalb charakteristischen Biotopmosaiks aus Wacholderheiden unterschiedlicher Ausprägung, Wald‑, Wiesen‑ und Ackerflächen sowie Hecken und Feldgehölzen;
- die Erhaltung, Pflege und Verbesserung dieses Biotopmosaiks als Lebensraum zahlreicher gefährdeter Tier‑ und Pflanzenarten;
- die Erhaltung der auf Grund dieses Biotopmosaiks vorhandenen landschaftsprägenden besonderen Schönheit und Eigenart des Gebietes;
- die Erhaltung und Verbesserung eines Biotopverbundes der im Gebiet einzeln liegenden Halbtrockenrasen;
- die Erhaltung der im Gebiet vorhandenen Sandgruben einschließlich der standorttypischen Vegetation als kulturhistorisches Zeugnis;
- die Sicherung und Verbesserung eines großräumigen Biotopverbundes aus Wacholderheiden auf dem Gebiet der Gemeinde Hohenstein.